# Antoni Sánchez Ballesteros
Antoni Sánchez Ballesteros   (Palma, 1971) és un antic pilot de motociclisme mallorquí que participà en diverses curses de 80cc i 125cc del Campionat del Món de Velocitat entre el 1983 i el 1995.
La seva millor temporada fou la de 1990, en la categoria de 125cc, en la que disputà vuit curses i aconseguí un punt.

## Resultats al Mundial de motociclisme[2]
| Any   | Categoria | Moto     | Curses | Victòries | Podi | Pole | Fast lap | Punts | Posició |
| ----- | --------- | -------- | ------ | --------- | ---- | ---- | -------- | ----- | ------- |
| 1983  | 125cc     | Autisa   | 1      | 0         | 0    | 0    | 0        | 0     | -       |
| 1988  | 80cc      | Rieju    | 1      | 0         | 0    | 0    | 0        | 0     | -       |
| 1989  | 80cc      | JJ Cobas | 2      | 0         | 0    | 0    | 0        | 0     | -       |
| 1989  | 125cc     | JJ Cobas | 1      | 0         | 0    | 0    | 0        | 0     | -       |
| 1990  | 80cc      | Rieju    | 8      | 0         | 0    | 0    | 0        | 1     | 37è     |
| 1991  | 125cc     | JJ Cobas | 3      | 0         | 0    | 0    | 0        | 0     | -       |
| 1992  | 125cc     | Honda    | 1      | 0         | 0    | 0    | 0        | 0     | -       |
| 1994  | 125cc     | Honda    | 2      | 0         | 0    | 0    | 0        | 0     | -       |
| 1995  | 125cc     | Aprilia  | 1      | 0         | 0    | 0    | 0        | 0     | -       |
| Total |           |          | 20     | 0         | 0    | 0    | 0        | 1     |         |